# Miguel de Cesena

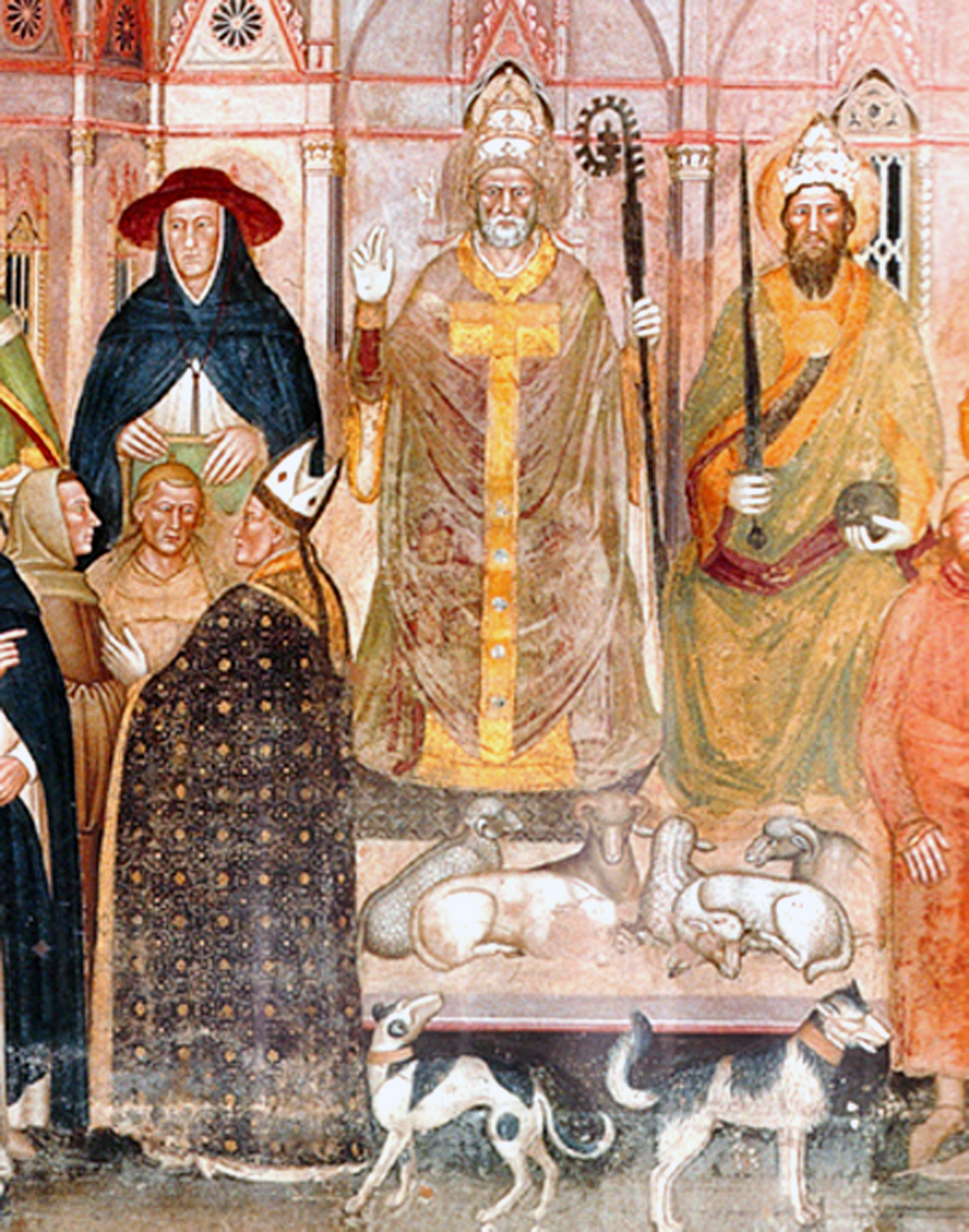
Fresco de Andrea di Buonaiuto en la Capilla de los Españoles en la basílica de Santa María Novella en Florencia, en la que aparece en el centro el Papa Inocencio VI, con tres religiosos discutiendo en el primer plano identificados como los franciscanos Guillermo de Ockham y Miguel de Cesena y el arzobispo de Pisa Simone Saltarelli, mientras que a su derecha aparecen el cardenal Gil Albornoz y el emperador Carlos IV de Luxemburgo.

Miguel de Cesena (en italiano: Michele da Cesena; Cesena, 1270 - Múnich, 29 de noviembre de 1342) fue un fraile menor, Ministro General de la Orden franciscana y teólogo.
Es uno de los personajes históricos de la novela El nombre de la rosa (1980) de Umberto Eco.